# Frederik Frison
Frederik Frison (ur. 28 lipca 1992 w Geel) – belgijski kolarz szosowy.

## Osiągnięcia
Opracowano na podstawie:

2009
- 1. miejsce na 4. etapie Sint-Martinusprijs

2010
- 2. miejsce w Kuurne-Bruksela-Kuurne juniorów
- 1. miejsce w mistrzostwach Belgii juniorów (jazda indywidualna na czas)

2012
- 2. miejsce w mistrzostwach Belgii U23 (jazda indywidualna na czas)

2013
- 2. miejsce w mistrzostwach Belgii U23 (jazda indywidualna na czas)
- 3. miejsce w mistrzostwach Belgii U23 (start wspólny)

2018
- 3. miejsce w Dwars door West-Vlaanderen
- 3. miejsce w Primus Classic

2020
- 3. miejsce w mistrzostwach Belgii (jazda indywidualna na czas)

## Rankingi
| Rok             | 2013 | 2014 | 2015 | 2016  | 2017  | 2018 | 2019  | 2020 | 2021  | 2022  | 2023 | 2024  |
| --------------- | ---- | ---- | ---- | ----- | ----- | ---- | ----- | ---- | ----- | ----- | ---- | ----- |
| UCI World Tour  |      |      |      | -     | 430.  | 330. |       |      |       |       |      |       |
| World Ranking   |      |      |      | 2350. | 1288. | 353. | 1359. | 518. | 1422. | 1401. | 194. | 2118. |
| UCI Europe Tour | 940. | 979. | -    | 1571. | 849.  | 207. | 930.  | 425. | 1012. | 953.  | -    | -     |
|                 |      |      |      |       |       |      |       |      |       |       |      |       |
| Źródło: UCI     |      |      |      |       |       |      |       |      |       |       |      |       |